# Dermatophagoides
Genre
Dermatophagoides est un genre d'acariens domestiques de la famille des pyroglyphidés.

## Liste des espèces
Selon BioLib (2 juin 2018) :
- Dermatophagoides alexfaini de-la-Cruz, 1988
- Dermatophagoides anisopoda (Gaud, 1968)
- Dermatophagoides chirovi Adieva, 1991
- Dermatophagoides deanei Bello-Galvao & Guitton, 1986
- Dermatophagoides farinae Hughes, 1961
- Dermatophagoides microceras Griffiths & Cunnington, 1971
- Dermatophagoides neotropicalis Fain & van Bronswijk, 1973
- Dermatophagoides pteronyssinus (Trouessart, 1897)
- Dermatophagoides rwandae Fain, 1967
- Dermatophagoides scheremeteroskyi Bogdanov, 1864
- Dermatophagoides scheremetewskyi Bogdanov, 1864
- Dermatophagoides siboney Dusbábek, Cuervo & de-la-Cruz, 1982
- Dermatophagoides simplex Fain & Rosa, 1982